# Antoni Maria de Veciana i Llari
Antoni Maria de Veciana i Llari (Tarragona, 1885 - França, 1938) fou un advocat i polític català, diputat a les Corts Espanyoles durant la restauració borbònica.
Membre del Partit Conservador, fou elegit diputat pel districte de Tarragona a les eleccions generals espanyoles de 1914, 1916 i 1918. Un cop esclatà la guerra civil espanyola, per por a possibles represàlies, va marxar cap a França, on va morir.